# Geschiedenis van Australië

Wapen van Australië

De geschiedenis van Australië beschrijft de ontwikkeling van de federatie Australië op het zuidelijk halfrond sinds de eerste menselijke bewoning.

## Voor de Europese ontdekking van Australië
De eerste menselijke bewoners van het Australische continent en hun afstammelingen worden door de Engelsen sinds 1789 Aboriginals genoemd. In het Nederlands wordt ook de benaming Aborigines gebruikt. Het woord aborigines stamt van het Latijnse ab origine hetgeen van oorsprong betekent, dus de oorspronkelijke bewoners.
Volgens de theorieën zijn de Aborigines daar ongeveer 65.000 jaar geleden gearriveerd vanuit Zuidoost-Azië. Op dat moment was het zeeniveau veel lager dan nu en bestonden er natuurlijke bruggen tussen Azië en Australië, maar toch moeten zij met behulp van een vaartuig het continent bereikt hebben. Zelfs bij een daling van de zeespiegel van 150 meter zouden er nog enkele zeestraten van ongeveer 100 km breedte moeten worden overwonnen. Ook in de ijstijd kon men niet met droge voeten van Indonesië naar Australië komen.
Toen de aarde later opwarmde, het ijs begon te smelten en het zeeniveau steeg, verdween ook de landbrug met Nieuw-Guinea. Door de geïsoleerde positie van Australië ontwikkelden de Aboriginals een eigen cultuur die duizenden jaren lang hetzelfde zou blijven. Rond het einde van de ijstijd, zo'n 15.000 jaar geleden, ontstond de Aboriginal-cultuur zoals wij die vandaag de dag kennen. Daarmee heeft Australië de langst doorlopende culturele geschiedenis ter wereld.
Circa 500 v. Chr. werd er voor het eerst over een hypothetisch zuidelijk continent geschreven door de Grieken. Zij meenden dat aan de zuidelijke rand van de Indische Oceaan een continent moest zijn. Later meende men dat de Aarde, om 'in balans' te blijven, ongeveer evenveel land op het noordelijk als het zuidelijk halfrond moest hebben en er dus een grote landmassa op het zuidelijk halfrond moest zijn. De Romeinen noemden het land Terra Australis oftewel Zuidland. Veel mensen waren gefascineerd door het onbekende land en gingen ernaar op zoek.

## Europese ontdekking en kolonisatie

Kaart met de ontwikkeling van koloniaal en post-koloniaal Australië

### Hollandse ontdekkers
In 1606 legde het Hollandse schip ‘Duyfken’ aan in de Golf van Carpentaria in het noorden van Australië, tegenover Nieuw-Guinea. Kapitein Willem Jansz was niet erg gecharmeerd van het moerassige land met zijn vijandige bewoners, en keerde terug naar Bantam op Java. In 1616 bereikte een ander Nederlands schip Shark Bay (nu Denham) in het uiterste westen van Australië. Aan de hand van gegevens, verzameld tijdens die reizen, werd een der eerste kaarten van Australië gemaakt, namelijk de Caert van't Landt van d'Eendracht (1627). De volgende anderhalve eeuw bezochten nog diverse Nederlanders, Fransen en Engelsen dit land dat dan inmiddels “Nieuw Holland” genoemd werd, maar men voelde weinig behoefte het nogal barre land te verkennen of koloniseren.
Afgezien van de ontdekkingen die gedaan zijn door de vele schepen die toevallig op de Australische kust terechtkwamen is er door de VOC acht keer een expeditie naar Australië georganiseerd:
- 1605-1606 Willem Jansz
- 1623 Jan Carstensz
- 1636 Gerrit Pool
- 1642-1643 Abel Tasman
- 1644 Abel Tasman
- 1696 Willem de Vlamingh
- 1705 Maerten van Delft
- 1756 Jan Etienne Gonsal

### James Cook
In 1768 ging de Engelsman James Cook met zijn Endeavour op expeditie naar Tahiti en Nieuw-Zeeland. Aan boord bevond zich ook een groepje wetenschappers, waaronder de amateurbotanicus Joseph Banks. De oostkust van het Australië werd bij toeval ontdekt. Cook ging aan land in Botany Bay (nu Sydney), claimde de gehele oostkust voor Engeland en noemde het gebied New South Wales. Bij terugkeer in Engeland in 1771 werd Banks beroemd om zijn ontdekkingen die hij mee terugbracht. Zijn opgetekende ervaringen en waarnemingen speelden 15 jaar later (1786) een cruciale rol in de beslissing om van Botany Bay een strafkolonie te maken.
De Engelse regering zag in Australië een oplossing voor de overbevolkte Engelse gevangenissen, te meer omdat Engeland door het definitieve verlies van de koloniën in Noord-Amerika, die in 1783 onafhankelijk werden als de Verenigde Staten, daar geen gevangenen meer naar kon deporteren. Engeland besloot daarom strafkoloniën in Australië te stichten, waarvan in 1788 Port Jackson in de buurt van het huidige Sydney de eerste was. Nog voor 1800 begonnen ook vrije Engelsen zich er te vestigen; ze konden voor vrijwel niets stukken land aankopen van de Britse regering.

### Britten
De Britse kolonisten eigenden zich direct het land en de waterbronnen van de inheemse bevolking, de Aboriginals, toe, en rechtvaardigden dit met de redenering dat deze inheemsen het begrip ‘landeigendom’ niet kenden en ‘dus’ wel verdreven konden worden. Verwoesting van land en voedselbronnen van de Aboriginals leidde tot hun verhongering; Aboriginals reageerden tot in de 19e eeuw met gewapend verzet en guerrillaoorlog; blanke kolonisten reageerden daar weer op met grote gewelddadigheid en willekeurige massaslachtingen, zoals in Pinjarra (1834), Myall Creek (1838), Battle Mountain (1884) en Coniston (1928).
Schattingen zijn dat in 1770 de Aboriginal-bevolking ongeveer tussen de 300.000 tot 1 miljoen mensen telde, en dat tegen het jaar 1900 90% daarvan was weggevaagd door de gevolgen van landdiefstal (tegen 1870 hebben de Europeanen zich alle vruchtbare gebieden toegeëigend), direct geweld en Europese besmettelijke ziekten. Tijdens de Australian frontier wars (1788-1934) schat men het aantal slachtoffers 40.000 Aboriginals en 2500 kolonisten.
In alle uithoeken van het continent ontstonden Britse kolonies: 1824 bij Brisbane (oost), 1829 bij Perth (zuidwest), 1835 Melbourne (zuidoost), 1836 bij Adelaide (zuid) en 1869 Darwin (noord).
De ver van elkaar gelegen gebieden werden afzonderlijk bestuurd door een eigen gouverneur. Na 1855 kregen ze geleidelijk een grotere mate van zelfbestuur binnen het Britse rijk. In 1889 sprak Sir Henry Parkes, toenmalig minister-president van New South Wales, zich in de Tenterfield Oration uit voor het vormen van een federatie. De koloniën zagen om diverse redenen voordelen in samenwerking, en dit leidde in 1901 tot de oprichting, met toestemming van het Britse parlement, van de "Commonwealth of Australia" (Gemenebest van Australië) als gedeeltelijk autonoom gebied binnen het Britse rijk.

## Federatie

### De eerste jaren (1901-1914)
In 1901 keurde Australië een federale grondwet goed en werd een zelfregerend deel (dominion) van het Britse Rijk. De Protectionistische Partij won de eerste verkiezingen in maart 1901. Onder leiding van Edmund Barton vormden de protectionisten een coalitie met de Australische Labour-partij. Deze partij had een stevige basis in de vakbonden. Een van de eerste wetten die het nieuw gevormde Australische parlement aannam was de Immigration Restriction Act. Het doel van de wet was de om de immigratie van – niet-witte – Aziaten tegen te gaan. Daarom stelde zij dat immigranten een Europese taal machtig moesten zijn. De test zou na verloop van tijd in het Engels worden afgenomen. Pas in de jaren vijftig zou de wet worden ingetrokken.
De zes Australische kolonies hadden voor 1901 allen manschappen geleverd voor de Britse strijdkrachten om mee te vechten in de Boerenoorlog in Zuid-Afrika. De Britse regering vroeg in 1902 om meer troepen. De Australische overheid reageerde door een nationaal contingent te sturen.
Al snel na de Boerenoorlog voelde Australië de noodzaak de verdediging van het eigen grondgebied ter hand te nemen. Door de vorming van de Engels-Japanse alliantie in 1912 trok de Britse Royal Navy haar grootste slagschepen terug uit de Grote Oceaan. Daardoor voelde Australië zich kwetsbaar. Een indrukwekkend bezoek van de Amerikaanse Great White Fleet in 1908 benadrukte voor de Australische regering de waarde van een sterk leger en een sterke Australische marine en begon met de bouw daarvan. Aan de vooravond van de Eerste Wereldoorlog had Australië bijna tweehonderdduizend manschappen onder de wapenen.
Op het zuidelijke deel van het ten noorden van Australië gelegen Nieuw-Guinea was in 1884 een Brits protectoraat gevormd. Brits-Nieuw-Guinea werd in 1902 onder Australisch gezag en bestuur geplaatst.

### Eerste Wereldoorlog (1914-1918)
Het uitbreken van de Eerste Wereldoorlog in augustus 1914 betekende automatisch dat Australië als Brits dominion in de oorlog betrokken raakte. Meer dan vierhonderdduizend Australische mannen op een bevolking van bijna vijf miljoen mensen dienden tussen 1914 en 1918 als vrijwilliger in het Britse leger. Meer dan achtduizend Australiërs verloren het leven tijdens de gevechten rond Gallipoli aan de Turkse kust. Veel Australiërs dienden in Frankrijk, terwijl een deel achterbleef in het Midden-Oosten. Bij de Slag om de Somme in juli 1916 verloren de Australian Imperial Forces meer dan vijfduizend manschappen. De AIF stond onder leiding van generaal William Birdwood en later generaal sir John Monash. Deze laatste nam het gezag over in de laatste maanden van de oorlog en maakte naam vanwege een aantal opzienbarende overwinningen. Gedurende de hele oorlog verloren meer dan zestigduizend Australiërs het leven en meer dan honderdzestigduizend raakten gewond.

### Interbellum (1918-1939)
Tijdens de Vredesconferentie van Parijs in 1919 vertegenwoordigden premier Billy Hughes en de voormalige premier Joseph Cook Australië. Het was de eerste keer dat Australië eigenhandig een internationaal verdrag afsloot. Hughes en Cook eisten tijdens de conferentie hoge herstelbetalingen van Duitsland. Hughes wilde dat Australië een eigen vertegenwoordiging zou krijgen in de nieuw gevormde Volkerenbond. Alle Duitse bezittingen in de Pacific waren kort na het uitbreken van de Eerste Wereldoorlog al ingenomen door Duitsland, Australië en Nieuw-Zeeland. In het Verdrag van Versailles kreeg Australië zeggenschap over Duits Nieuw-Guinea, de Bismarck Archipel en Nauru.
Na de oorlog leidde Billy Hughes een nieuwe conservatieve coalitie. Deze werd gevormd door de Nationalistische Partij, voortgekomen uit de oude Liberale Partij, en elementen van de Labour-partij die waren afgesplitst vanwege de invoering van de dienstplicht. Hughes' regering kreeg direct te maken met een grote ramp. Twaalfduizend Australiërs verloren het leven door de uitbraak van de Spaanse griep.
Door het succes van de Bolsjewistische revolutie in Rusland groeide de angst in Australië voor het communisme, hoewel de beweging klein was in het land. In 1920 werd de Communistische Partij van Australië opgericht. De partij was verboden tijdens de Tweede Wereldoorlog vanwege haar steun aan het Molotov-Ribbentroppact. Een poging om de partij tijdens de Koreaoorlog te verbieden liep stuk.
De Country-partij – tegenwoordig bekend als de Nationale Partij – vond haar oorsprong in 1920 en kwam vooral op voor de belangen van de grote schapenhouderijen en boeren. Het grootste deel van de tijd heeft deze partij in een coalitie met de Liberale Partij het land geleid.
Stanley Bruce volgde Hughes in 1923 op als premier. Hij gaf de prioriteiten van Australië aan. Volgens hem waren dat "men, money and markets" ("mensen, geld en markten"). Gedurende de jaren twintig emigreerden meer dan driehonderdduizend Britten naar Australië. De Australische overheid leende veel geld en gebruikte dat vooral om een eigen industrie op te bouwen. Ook werd door de overheid veel geld geïnvesteerd in nieuwe technologieën voor transport en communicatie. Zo waren er in 1918 nog maar vijftigduizend auto's, tien jaar later waren dat er al meer dan vijfhonderdduizend. Een ander kenmerk van de jaren twintig was het doorlopende conflict tussen werkgevers en de vakbonden. Er waren verschillende grote stakingen om een hoger loon en betere arbeidsomstandigheden af te dwingen.
Australië verkreeg de status van een onafhankelijke soevereine natie na de Eerste Wereldoorlog in het Statuut van Westminster. De status werd geformaliseerd onder de Balfour-declaratie van 1926. Australië formaliseerde het statuut echter pas in 1942. Het Australian Capital Territory (FCT) werd gevormd uit een deel van New South Wales als locatie voor de bouw van de nieuwe hoofdstad Canberra. Van 1901 tot 1927 was Melbourne de zetel van de regering.
Een van de grootste slachtoffers van de Grote Depressie in de jaren dertig was Australië. Dat kwam omdat het land erg afhankelijk was van de export, met name wol en tarwe. Verder ging het land al gebukt onder grote leningen door de overheid in de jaren twintig. Daardoor was de economie al kwetsbaar. Door de crisis verloor de regerende Labour-partij de verkiezingen van 1929. De voormalige premier Stanley Bruce verloor zelfs zijn eigen parlementszetel. De nieuwe premier James Scullin gaf leiding aan een grotendeels onervaren regering en stond voor een serie uitdagingen. Binnen zijn eigen partij was er veel verdeeldheid over de te kiezen oplossingen.
Een nieuwe politieke partij de United Australia Party zag in mei 1931 het leven. Deze kwam voort uit afgescheiden leden van de Labour-partij en de Nationalistische Partij. De partij onder leiding van Joseph Lyons won gemakkelijk de verkiezingen in december 1931 en kwam aan de macht. Dat bleef zo tot september 1940. Veel mensen schreven het herstel van de economie grotendeels toe aan de regering van Lyons. Zij stond een streng fiscaal beleid voor en zette in op herstel van vertrouwen. Vanaf 1932 begon het economische herstel. Op dat moment bedroeg de werkloosheid rond de dertig procent.

### Tweede Wereldoorlog (1939-1945)
Tot de tweede helft van de jaren dertig was defensie nooit een belangrijk onderwerp voor de Australiërs. Pas bij de verkiezingen in 1937 was het een belangrijk onderwerp geworden vanwege de toenemende agressie van Japan richting China en de groeiende macht van Duitsland in Europa. Het Australische leger had in september 1939 een omvang van slechts drieduizend manschappen. Op dat moment brak de Tweede Wereldoorlog uit door de oorlogsverklaring van Groot-Brittannië en Frankrijk aan Duitsland vanwege de inval in Polen. Als onderdeel van het Gemenebest raakte Australië ook betrokken in de oorlog.
Premier Robert Menzies was voorzichtig om massaal troepen naar Europa te sturen vanwege de slechte verdediging van Singapore. Dit was een belangrijk bolwerk van de geallieerden in de regio en de val daarvan zou ook gevolgen hebben voor de verdediging van Australië. Toch stuurde Australië verschillende nieuw gevormde divisies die in eerste instantie vooral dienden bij de gevechten in Noord-Afrika, het Midden-Oosten en Griekenland. Zo werd een garnizoen van 14.000 Australiërs in Tobruk, Libië van april tot augustus 1941 belegerd door een Duits leger onder leiding van generaal Erwin Rommel.
In diezelfde periode had Menzies slechts een kleine meerderheid in het parlement. Toen twee onafhankelijke parlementariërs in het najaar van 1941 hun steun opzegden verloor hij zijn meerderheid in het parlement. Menzies wilde met de Labour-partij een oorlogskabinet vormen, maar deze zat daar niet op te wachten. John Curtin verving Menzies daarom als premier.
Terwijl de beste troepen ver buiten de landsgrenzen vochten viel Japan de Amerikaanse marinebasis Pearl Harbor aan en bracht kort daarna twee grote Britse slagschepen, de HMS Prince of Wales en de HMS Repulse, die belast waren met de verdediging van Singapore tot zinken. De val van Singapore in februari 1942 schokte de bevolking van Australië. Vijftienduizend Australiërs raakten daardoor in krijgsgevangenschap. Op 19 februari 1942 vond er een Japanse luchtaanval plaats op Darwin. Er zouden gedurende de oorlog nog bijna honderd aanvallen volgen op het Australische vasteland.
Vanuit het Midden-Oosten waren er intussen twee geharde Australische divisies onderweg. De Britse premier Winston Churchill wilde dat zij in Myanmar zouden worden ingezet, maar premier Curtin weigerde dat. De Amerikaanse president Franklin D. Roosevelt gaf generaal Douglas MacArthur de opdracht om een samen met de Australiërs een gemeenschappelijke strategie te ontwerpen voor de Pacific. Vanaf maart 1942 begonnen Amerikaanse troepen het land binnen te stromen. In mei 1942 voerde een Japanse onderzeeër een gedurfde aanval uit op de haven van Sydney. Een maand later vond er een kortstondig bombardement plaatst op de oostelijke buitenwijken van de stad.
Japan wilde Australië verder isoleren en plande in mei 1942 een invasie van Port Moresby gelegen in het Territorium Nieuw-Guinea. De Amerikaanse marine onderschepte de aanvallers en raakte in gevecht. De invasie ging niet door. Tussen juli en november 1942 vonden er nieuwe Japanse aanvallen plaats vanuit het noorden. Bij de Slag om Milne Bay in augustus 1942 versloeg Japan de Australiërs. De Slag om Buna-Gona tussen november 1942 en januari 1943 zette de bittere toon voor het vervolg van de New-Guinea campagne die tot 1945 door zou gaan. Een aanval op het Australische hospitaalschip Centaur waarbij bijna driehonderd mensen omkwamen zette nog eens extra kwaad bloed.
De Australische krijgsgevangenen hadden het intussen zwaar te verduren. Bijna drieduizend soldaten verloren het leven bij de bouw van de Birma-Thailand-spoorlijn. De Sandakan-dodenmars in 1944 overleefden slechts zes van de tweeduizend Australische en Britse krijgsgevangenen.
Op een bevolking van zeven miljoen mensen waren er bijna een miljoen mannen en vrouwen in dienst. Meer dan zevenhonderdduizend van hen dienden bij de landmacht en tweehonderdduizend bij de luchtmacht. Bijna veertigduizend man verloren het leven in de oorlog. Door de voortdurende angst voor een Japanse invasie werden er veel verdedigingswerken aangelegd op het Australische vasteland. Verder stond het voedsel op rantsoen.

### Na de oorlog (1945-1959)
De nieuw gevormde Liberale Partij van Australië van Robert Menzies domineerde in de jaren na de oorlog grotendeels de nationale politiek, onder andere door de Labour-regering van Ben Chifley te verslaan bij de verkiezingen van 1948. Menzies was de langst zittende premier doordat zijn partij tot 1972 elke federale verkiezing won en een coalitie vormde met de Country Partij.
In die eerste jaren na de oorlog groeide de zorg over het toenemende communisme. Immigranten vanuit Oost-Europa werden extra gescreend. In 1950 viel het communistische Noord-Korea Zuid-Korea binnen. Op verzoek van de Verenigde Staten stuurde Australië troepen om mee te vechten in de Koreaoorlog. Zeventienduizend Australiërs vertrokken naar het Aziatische land waarna meer dan driehonderd het leven verloren.
Na de Tweede Wereldoorlog zette de Labour-regering in op een massaal immigratieprogramma vanuit Europa. Arthur Caldwell, minister van Immigratie, schreef "dat de ervaring van de oorlog in de Pacific heeft geleerd dat zeven miljoen Australiërs niet een gebied van drie miljoen vierkante kilometer van het aardoppervlakte kunnen controleren". Caldwell had vooral een voorkeur voor Britse migranten, maar dat aantal viel tegen. Veertig procent van de 4.2 miljoen mensen die tussen 1945 en 1985 migreerde naar Australië waren van Britse of Ierse afkomst. Onder de migranten waren ook veel mensen uit zuidelijk- en Centraal-Europa. Vanuit Nederland emigreerden in de periode tussen 1945 en 1961 125.000 personen naar Australië. Door de groei van de industrie en verschillende grote irrigatieprojecten was er volop werk te vinden.
In eigen land probeerde de regering van Robert Menzies tot tweemaal toe de Communistische Partij van Australië te verbieden, eenmaal bij wet en eenmaal bij referendum, maar slaagde daar niet in. Binnen de Labour-partij vond een scheuring plaats vanwege een discussie over de invloed van de Communistische Partij op de vakbond. De nieuw gevormde Democratische Labour-partij (DLP) had vaak een doorslaggevende stem in de Senaat en steunde meestal de regeringspartijen.
In de jaren vijftig maakte Australië een sterke economische groei door. De regering van Robert Menzies was een sterke steunpilaar van de monarchie en het lidmaatschap van het Gemenebest. Vanaf de jaren vijftig zette de Australische regering vooral in op een alliantie met de Verenigde Staten en Groot-Brittannië. Australië stuurde troepen naar Korea en gaf ruimte voor Britse nucleaire testen op haar grondgebied. Tijdens de Suez-crisis was Australië het enige Gemenebest-land dat Groot-Brittannië steunde. Premier Robert Menzies heette koningin Elizabeth II in 1954 welkom als de eerste regerende monarch die Australië in levenden lijve bezocht. Verder maakte Australië in deze periode een voorzichtige start met de handel met Japan.
De Menzies-regering introduceerde in 1954 een televisiesysteem. Naast een overheidsomroep is er plaats voor twee commerciële stations. De Olympische Zomerspelen van 1956 die in Melbourne worden gehouden droegen sterk bij aan de introductie van de televisie. De kleurentelevisie werd in 1975 geïntroduceerd.
In de jaren vijftig en zestig groeide de economie hard en Australische bevolking plukte daar de vruchten van. Zo hadden in 1948 130 op de 1000 Australiërs een auto, in 1961 was dat er 271 op de 1000. De prijs van wol en tarwe, de belangrijkste uitvoerproducten van het land, waren hoog en daarvan profiteerde de economie ook. Verder groeiden de steden ten koste van het platteland. In 1933 woonden er nog 31 procent van de Australiërs op een boerderij, in 1961 was dat nog maar 8 procent. Er was sprake van een snelle groei van de buitenwijken van de grootste Australische steden. Door de hoge werkgelegenheid waren de inkomensverschillen tussen de verschillende bevolkingsgroepen het laagste wereldwijd.

### Jaren zestig (1960-1969)
Door de afnemende macht van Groot-Brittannië in Zuidoost-Azië nam het belang van een goede band met de Verenigde Staten toe. In 1962 bouwde Amerika een marinebasis bij North West Cape. In de jaren daarna zouden er nog meerdere volgen. Belangrijker nog was het sturen van Australische adviseurs die het Zuidvietnamese leger adviseerden in hun strijd tegen het communistische Noord-Vietnam. Blijft het daar aanvankelijk bij, in 1962 kondigt de regering van Menzies aan dat zij een bataljon stuurt naar Vietnam omdat "onze bondgenootschappen dat van ons eisen". Op het hoogtepunt zijn er drie bataljons actief in het Aziatische land. Tussen 1962 en 1972 dienen bijna zestigduizend Australiërs in Vietnam. De Labour-partij, de grootste oppositiepartij in deze periode, was tegen het sturen van troepen.
Onder de Australische bevolking groeide na verloop van tijd de weerstand tegen de deelname aan de Vietnamoorlog, ondanks de klinkende verkiezingsoverwinning van de regeringspartijen in 1966. De verzetsbeweging won aan sterkte na het Tetoffensief. De kritiek op de dienstplicht nam verder toe. Toen de Amerikaanse president Richard Nixon langzaamaan Amerikaanse troepen begon terug te trekken uit het gebied volgde de Australische regering zijn voorbeeld. In 1972 verliet de laatste Australische soldaat Vietnam. In totaal verloren meer dan vijfhonderd Australiërs hun leven in de oorlog.
Vanaf halverwege de jaren zestig was er sprake van een groeiend Australisch zelfbewustzijn. Het National Trust of Australia ging zich bezighouden met het behoud van het Australische naturale, culturele en historische erfgoed. Verschillende televisieseries, zoals Skippy the Bush Kangaroo, droegen verder bij aan dat zelfbewustzijn. In 1973 opende het monumentale Opera House in Sydney terwijl Patrick White datzelfde jaar de eerste Australiër was die een Nobelprijs voor de Literatuur won. Scholen introduceerden het vak Australische geschiedenis en de filmindustrie begon steeds meer films te maken waarin Australische onderwerpen aangesneden werden.
De jaren zestig waren ook een belangrijk decennium voor de Aboriginals, de oorspronkelijke bevolking van Australië. Het parlement nam in 1962 de Commonwealth Electoral Act aan. Daarin was opgenomen dat alle Aboriginals voortaan stemrecht hadden. Tot dan toe waren zij in Queensland, Western Australia en delen van het Northern Territory uitgesloten, tenzij iemand in het leger had gediend. In 1967 schreef de regering van Holt een referendum uit waardoor de grondwet op dit punt werd herzien. Negentig procent van de Australiërs stemde voor. Neville Bonner was in 1971 de eerste Aboriginal die in het parlement werd gekozen. In 2008 bood premier Kevin Rudd zijn excuses aan namens de staat aan de stolen generations. Hele generaties van Aboriginalkinderen waren namelijk bij hun biologische ouders weggehaald om ergens anders te worden opgevoed.
Menzies trad in 1965 af. De liberale leider Harold Holt volgde hem op, maar deze verloor in 1967 het leven door verdrinking in zee. Zijn opvolgers waren John Gorton (1968-1971) en William McMahon (1971-1972).

### Jaren zeventig (1970-1979)
Australië bestuurde een groot deel van de twintigste eeuw Papoea-Nieuw-Guinea en Nauru. Na de Tweede Wereldoorlog en de Japanse bezetting kreeg Papoea-Nieuw-Guinea de status van VN-territorium onder Australisch gezag. Er startte een proces dat gericht was op onafhankelijk en in 1975 was het zover. Nauru was op Duitsland veroverd in 1914 na het uitbreken van de Eerste Wereldoorlog. In 1969 verkreeg het eiland haar onafhankelijkheid.
Na een periode van 23 jaar in de oppositie won de Labour-partij onder leiding van Gough Whitlam de parlementsverkiezingen van december 1972. Dit leidde tot een forse uitbreiding van het federale budget. Binnen een paar weken waren de laatste militaire adviseurs uit Vietnam teruggeroepen en de dienstplicht afgeschaft. Verder erkende de regering van Whitlam de Volksrepubliek China en sloot de ambassade in Taiwan. In de jaren daarna schafte de regering de collegegelden af en voerde een nationaal zorgsysteem in. De meeste maatregelen konden op veel steun rekenen onder de bevolking, maar op veel verzet in de Senaat, waar de regering geen meerderheid had.
De regering wilde in 1974 een lening afsluiten van 4 miljard Amerikaanse dollar. Minister Rex onderhandelde daarover met een geldverstrekker uit Pakistan. Jim Cairns, de minister van Financiën, misleidde het parlement daarover. De belangrijkste oppositiepartijen hielden in de Senaat nieuwe wetgeving tegen op dit gebied.
Oppositieleider Malcolm Fraser eiste nieuwe verkiezingen, Whitlam weigerde dit. Deze patstelling duurde tot 11 november 1975. De regering werd ontbonden door de gouverneur-generaal John Kerr en Fraser werd benoemd als tijdelijk premier. De Liberale Partij en de Country-partij wonnen de daarop volgende verkiezingen. Zij vormden een nieuwe regering met Fraser aan het hoofd.

### Jaren tachtig (1980-1989)
De regering van Fraser won een tweetal verkiezingen op een rij. Zijn regering streefde een strakker fiscaal beleid na, ontving Vietnamese bootvluchtelingen met open armen zette druk op Zuid-Afrika en Rhodesië vanwege het gevoerde apartheidsbeleid. Er was veel te doen rondom de bouw van de Franklin Dam in Tasmanië. Fraser weigerde de bouw daarvan stop te zetten, hoewel het een grote belasting vormde voor het milieu. Don Chipp, een minister uit zijn kabinet, verliet de Liberale Partij en vormde de Australian Democrats. De rel rondom de dam droeg sterk bij aan de vorming van een Australische milieubeweging, waaruit later ook de Australische Groenen voortkwamen.
Bob Hawke, de nieuwe leider van de Labour-partij, won de parlementsverkiezingen in maart 1983 en volgde Malcolm Fraser op als premier. De nieuwe regering stopte met de bouw van de Franklin Dam. Ook stopte zij met het voeren van een economisch beleid op Keynesiaanse grondslag. In plaats daarvan zocht de regering het in een stimuleren van een effectievere industrie die meer op concurrentie was gericht. Als bondgenoot van de Verenigde Staten namen verschillende legeronderdelen deel aan de Golfoorlog, nadat Irak Koeweit was binnengevallen.

### Jaren negentig (1990-1999)
In 1991 volgde Paul Keating hem op als premier. Dat had vooral te maken met de groeiende ontevredenheid vanwege de stijgende werkloosheid en de vastgelopen Australische economie. In zijn regeerperiode richtte Keating zijn aandacht grotendeels op het verbeteren van de Australische positie in de Aziatische Pacific-regio. Daarbij werkte hij nauw samen met de Indonesische president Soeharto op de APEC een belangrijkere rol te laten innemen als economisch forum voor samenwerking.
Onder Keating steeg de werkloosheid verder tot 11.4 procent in 1992, het hoogste niveau sinds de grote depressie. Hawke en Keating weken af van het traditionele Labourbeleid om te kiezen voor hoge invoertarieven om de eigen industrie te beschermen, maar besloten in plaats daarvan de Australische dollar te devalueren.
De hoge werkloosheid was de belangrijkste reden voor de verkiezingsnederlaag van Keating. John Howard van de Liberale-Nationale Partij volgde hem in 1996. Howard bleef tot 2006 aan de macht, de langstzittende premier sinds Robert Menzies. Aan het begin van zijn termijn voerde zijn regering een strengere wapencontrole in na de schietpartij bij Port Arthur waarbij 35 mensen het leven verloren. In Howards regeerperiode bereikte de discussie of Australië een republiek moest worden of monarchie moest blijven een hoogtepunt. In een referendum dat in 1999 gehouden werd sprak een kleine meerderheid van de bevolking de voorkeur uit om een monarchie te blijven.

### 21e eeuw (2000-2010)
Australië leidde in 1999 de VN-macht die naar Oost-Timor gestuurd was na een uitbarsting van politiek geweld. Verder was het land betrokken bij verschillende andere vredesmissies, waaronder op Bougainville en op de Solomon Eilanden. Na de aanslagen van 11 september en de daaruit voortgekomen oorlogen in Afghanistan en Irak stuurde Australië ook troepen.
De Olympische Zomerspelen van 2000 vonden plaats in Sydney en waren organisatorisch gezien een groot succes. Op het sportieve terrein was er vooral veel aandacht voor Cathy Freeman, de Australische hardloopster met een Aboriginalachtergrond. Zij won goud op de 400 meter.
De regering van Howard hanteerde een striktere regelgeving om bootvluchtelingen te ontmoedigen naar Australië te komen. Deze maatregelen waren vaak omstreden. Howard was van oorsprong voorstander van een hechte band met het Gemenebest en de Verenigde Staten, maar in zijn periode nam de handel, met name met China, fors toe.
De Labour-partij van Kevin Rudd versloeg Howard in 2007. Tijdens zijn termijn ratificeerde Rudd het Kyotoprotocol en bood namens het parlement het historische excuses aan aan de Stolen Generation, de kinderen van Aboriginals die tot in de jaren zestig bij hun ouders waren weggehaald. De gevolgen van de Kredietcrisis werden ondervangen door een groot stimuleringspakket dat achteraf zeer omstreden was, maar waardoor Australië niet in een recessie belandde.

### Jaren tien (2010-2020)
Partijgenoot Julia Gillard verving Rudd in 2010 en was daarmee de eerste vrouwelijke premier van het land. Haar premierschap was niet onomstreden en in 2013 keerde Rudd terug als premier. Hij verloor in datzelfde jaar de verkiezingen. Tony Abbott volgde hem op als leider van een Liberaal-Nationale-Coalitie. De regering van Abbott lanceerde direct naar haar aantreden Operation Sovereign Borders. Dit beleid ging nog een stuk verder dan dat van zijn voorgangers. Boten met vluchtelingen werden voortaan tegengehouden en teruggestuurd naar het land van vertrek. Door dit beleid bereikte vanaf juli 2014 geen enkele vluchtelingenboot het Australische vasteland meer.
Australië werd in december 2014 opgeschrikt door een gijzeling in een koffiebar in Sydney. Hij voerde de actie uit in naam van terreurgroep Islamitische Staat, hoewel hij niet tot die groep behoorde. Bij de bevrijdingsactie verloren de gijzelnemer en twee gijzelaars het leven.
Abbott werd in september 2015 opzij geschoven na een vertrouwensstemming binnen de Liberal Party of Australia. Zijn opvolger Malcolm Turnbull verloor in augustus 2018 eveneens het vertrouwen van een deel van de partij en maakte plaats voor de zittende minister van Financiën Scott Morrison.
Morrison is een supporter van de Australische steenkoolindustrie en wijst veranderingen van de huidige klimaatdoelen van Australië van de hand. Morrison raakte in december 2019 verder onder druk, toen hij met zijn familie tijdens het woeden van de over het land uitdijende bosbranden op vakantie ging op Hawaï.